# جورج نيكول
جورج نيكول (بالإنجليزية: George Nicol)‏ (14 فبراير 1903 في المملكة المتحدة - 18 ديسمبر 1968 في المملكة المتحدة) هو لاعب كرة قدم بريطاني (وحمل سابقاً جنسية المملكة المتحدة لبريطانيا العظمى وأيرلندا) في مركز الهجوم. لعب مع برايتون أند هوف ألبيون وغلينافون ومانشستر يونايتد ونادي روبيه ونادي غيلينغهام وArdrossan Winton Rovers F.C. ‏ وKilwinning Rangers F.C. ‏ وSaltcoats Victoria F.C. ‏.

## وصلات خارجية
- جورج نيكول على موقع قاعدة بيانات كرة القدم.إي يو (الإنجليزية)
- جورج نيكول على موقع قاعدة بيانات كرة القدم.إي يو (الإنجليزية)